# Camp Kościuszko (Polska)
Camp Kościuszko Camp Kosciuszko – kompleks wojskowy znajdujący się w Poznaniu. Na jego terenie mieści się wysunięte stanowisko dowodzenia V Korpusu Sił Lądowych Stanów Zjednoczonych, dowództwo Garnizonu Sił Lądowych Armii Stanów Zjednoczonych w Polsce (USAG Poland) oraz kilka Polskich Jednostek Wojskowych. 
Wysunięte dowództwo korpusu mieści się w Poznaniu od jesieni 2020 roku natomiast dowództwo garnizonu od marca 2023 roku. Nazwa kompleksu została nadana ku czci bohatera amerykańskiego i polskiego Tadeusza Kościuszki, nadania dokonano 30 lipca 2022 roku w Poznaniu, podczas uroczystości w której udział wzięli minister obrony narodowej Mariusz Błaszczak, dowódca generalny rodzajów sił zbrojnych generał Jarosław Mika, dowódca wojsk amerykańskich w Europie i Afryce generał Darryl A. Williams i  dowódca V Korpusu gen. broni John S. Kolasheski.